# 李·普拔
李·威廉·普拔（英語：Lee William Probert，1972年8月13日—），一般稱為李·普拔，英格蘭足球球證，出身於威爾特郡，現時為英超執法球證。
普拔曾數次在大賽執法，2013/14球季英格蘭足總盃決賽阿仙奴對侯城便是由他執法。但他亦被多次批評執法有爭議，曾在愛華頓對阿士東維拉的賽事中將錯誤的球員趕出場。

## 外部連結
英超球證
1. ↑  . Estonian Football Association. 10 August 2011  [17 May 2014]. （原始内容存档于2015-04-13） （爱沙尼亚语）.